# Arctia flava
Arctia flava är en fjärilsart som beskrevs av Aigner 1905. Arctia flava ingår i släktet Arctia och familjen björnspinnare. Inga underarter finns listade i Catalogue of Life.